# Gasparinus de Bèrgam
Gasparinus de Bèrgam (en italià, Gasparino (da) Barizizza o Gasparino (da) Barzizza; en francès, Gasparin de Pergame; en llatí, Gasparinus Barzizius Pergamensis) (vers 1360 – vers 1431) fou un gramàtic i educador italià, reconegut per haver introduït un nou estil epistolari en llatí, inspirat en les obres de Ciceró
Influí, igual que Pier Paolo Vergerio (el Vell), en el desenvolupament de l'humanisme a Pàdua. Va ensenyar retòrica, gramàtica i filosofia moral, en la línia de reviure la literatura llatina.

## Biografia
Nascut (com a Gasparino Di Pietrobuono) al poble de Barizizza, prop de Bèrgam, estudià gramàtica i retòrica a Pavia. Hi restà com a mestre del 1403 al 1407, quan es traslladà a Venècia per servir com a tutor privat a la família Barbaro.
Incapaç de trobar suport a Venècia per a establir-hi una escola, anà a Pàdua, on hi ensenyà del 1407 al 1421, en el que fou el seu període més productiu com a escriptor, guanyant-se la seva reputació com a mestre i estudiós. Se li encarregà de donar lliçons de retòrica i sobre autors com Sèneca, Ciceró, Virgili i Terenci. També hi establí una escola elemental, que oferia un currículum humanista. Tan Vittorino da Feltre com Leon Battista Alberti li devien la seva educació infantil. També Antonio Beccadelli, el "Panormita" estudià amb ell.
Va passar aleshores a ensenyar a Ferrara i, per invitació de Filippo Maria Visconti, obrí una escola elemental a Milà el 1418, organitzada amb les mateixes directrius que la seva escola de Pàdua. Ensenyà a Milà des del 1421 i també prestà serveis com a orador a la cort dels Visconti, 
També fou secretari del papa Martí V i en tal condició va assistir al Concili de Constança. Gasparinus morí a Milà cap al 1431.

## Obres

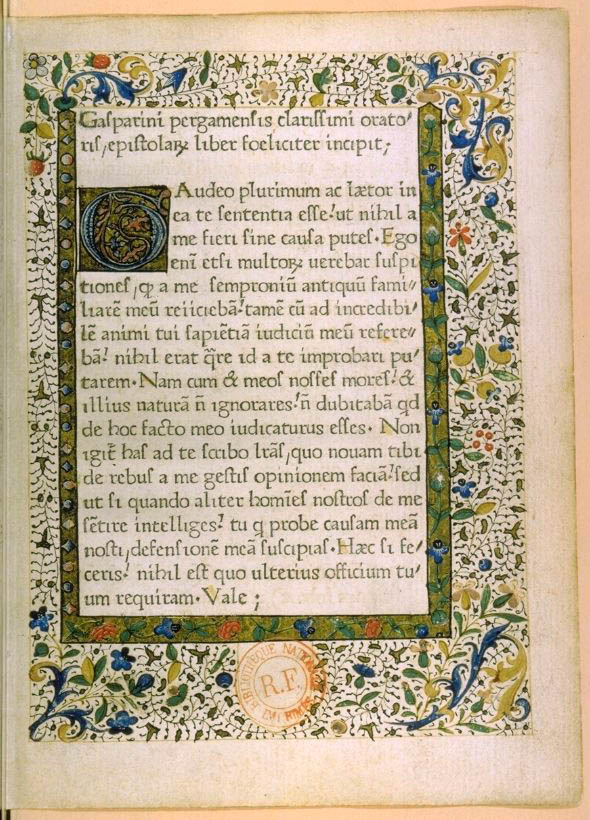
Pàgina de l'edició de 1470 de les Epístoles

- Liber epistolarum ("Llibre de cartes") o Epistolae Gasparini, que fou posteriorment el primer llibre imprès a França, en la impremta acabada d'introduir en aquelles terres, el 1470, per Johann Heynlin. Es tracta d'una obra destinada a mostrar als estudiants de forma exemplar l'escriptura llatina artística i elegant, i estava destinada a l'ensenyament de la redacció en prosa.

- Tractatus de compositione (vers 1420): un tractat de retòrica i d'estilística literària. En ell, Gasparinus pledeja pel retorn a les formes estilístiques que es troben en els retòrics de l'antiguitat.

- Orthographia: un manual d'ortografia llatina.